# Kozue Yoshizumi
Kozue Yoshizumi (吉住 梢 Yoshizumi Kozue?) es una seiyū japonesa nacida el 7 de septiembre de 1979 en Tokio. También se conoce como Kyōko Yoshida (澤村 弓子?). Es reconocida, entre otros roles, por interpretar a Suzume Sakurajosui en Cyber Team in Akihabara. Está afiliada a Arts Vision.

## Filmografía

### Anime
- Boogiepop Phantom como Rie Takai
- Cyber Team in Akihabara como Suzume Sakurajosui
- Darker than Black: Ryūsei no Gemini como Yōko Sawasaki
- Eden's Bowy como Sakura
- Futakoi como Ui Chigusa
- Futakoi Alternative como Ui Chigusa
- Geneshaft como Natasha
- Hanaukyo Maid Team: La Verite como Lemon
- Hime-sama Goyojin como Aoi Misuzu
- Kaikan Phrase como Yuko
- Kamichama Karin como Rika Karasuma/Himeka Karasuma
- Kimi ga Nozomu Eien como Mayu Tamano (como Kyōko Yoshida)
- Mahō Tsukai Tai! como Naomi
- Muv-Luv Alternative: Total Eclipse como Yuuhi Koubuin
- Ouran High School Host Club como Renge Houshakuji

### OVAs
- Akane Maniax como Mayu Tamano
- Darker than Black - Kuro no Keiyakusha: Gaiden como Yōko Sawasaki
- Denpa teki na Kanojo como Hikaru Ochibana
- Kikoushi Enma como Ayu Ayukawa
- Kimi ga Nozomu Eien ~Next Season~ como Mayu Tamano
- Mahō Tsukai Tai! como Naomi
- Photon: The Idiot Adventures como Koro-chan

### Películas
- Cyber Team in Akihabara: Summer Days of 2011 como Suzume Sakurajosui

### Videojuegos
- D.C.S.S. Da Capo Second Seasons como Tamaki Konomiya
- Darkstalkers como Emily
- Kimi ga Nozomu Eien como Mayu Tamano
- Muv-Luv Altered Fable como Yuuhi Mitsurugi
- Muv-Luv Alternative como Yuuhi Koubuin
- Star Ocean: Till the End of Time como Clair Lasbard

### Doblaje japonés
- The Princess Diaries (2001) - Voz de Lana Thomas

## Trabajos en Animación
Bajo su pseudónimo Kyōko Yoshida ha trabajado en la producción de las siguientes series:
- Fullmetal Alchemist: Brotherhood
- Kimi Ni Todoke 2nd Season
- Nijū-Mensō no Musume
- Sora no Manimani

## Música

### Cyber Team in Akihabara
Participó en los siguientes CD:
- 24 de julio de 1998: Rebis－C.T.i.A／O.S.T: Baby Maybe Love (junto con Ryouka Shima y Yū Asakawa)
- 4 de septiembre de 1998: Rubification－C.T.i.A／C.I.S: Homete Homete Homete
- 22 de septiembre de 1999: Birth-C.T.i.A／T.H.S: Baby Maybe Love (New Mix), Keep on Smiling!, Yume no mikata, Eve-Eve Merry Christmas, Go for Dream -yome no tobira o akete-, Birth (T.H.S Mix) (todos junto con Ryouka Shima y Yū Asakawa), Homete Homete Homete (Vocal new recording), Hajimete no koi o shiyou
- 23 de noviembre de 2005: Star Mania Series: Akihabara Denno Gumi Pata-Pi [Limited Pressing]: Go For Dream ~Yume no Tobira wo Akete~, Koi Shimasho Nebari Masho (T.H.S. Version), Birth (T.H.S Mix) (todos junto con Ryouka Shima y Yū Asakawa), Homete Homete Homete (Vocal new recording)